# 丰特卡雷特罗斯
丰特卡雷特罗斯（西班牙語：Fuente Carreteros）是西班牙安达卢西亚自治区科尔多瓦省的一个市镇。

## 历史
“Fuente”意为泉水，“Carretero”意为车夫。根据民间传说，该地最早有一口泉水，为从孔斯坦蒂纳山区向埃西哈运送栗木的车夫们提供水源。1767年，卡洛斯三世正式下令成立了该镇，沿用了这个地名。
1771年起，它一直归属丰特帕尔梅拉市镇管辖。直到2018年，才正式独立为市镇。

## 政治
以下是丰特卡雷特罗斯历届市政选举结果统计：
- PSOE-A：安达卢西亚西班牙工人社会党
- PP：人民党
- OLIVO-I：（当地政党）

| 2019年5月26日市政选举 |      |         |      |
| 政党                  | 票数 | %       | 人数 |
| OLIVO-I               | 386  | 48.37 % | 5    |
| PSOE-A                | 383  | 47.99 % | 4    |
| PP                    | 22   | 2.76 %  | 0    |